# جمك زهي
جمك زهي (بالفارسية: جمک زهی) هي قرية تقع في منطقة بولان في إيران. يقدر عدد سكانها بـ 173 نسمة بحسب إحصاء 2016.